# Moabosaurus utahensis
Moabosaurus utahensis es la única especie conocida del género extinto Moabosaurus (“lagarto de Moab”) de dinosaurio saurópodo titanosauriforme que vivió a principios del período Cretácico, hace aproximadamente 125 millones de años durante el Barremiense en lo que es hoy Norteamérica.

## Descripción

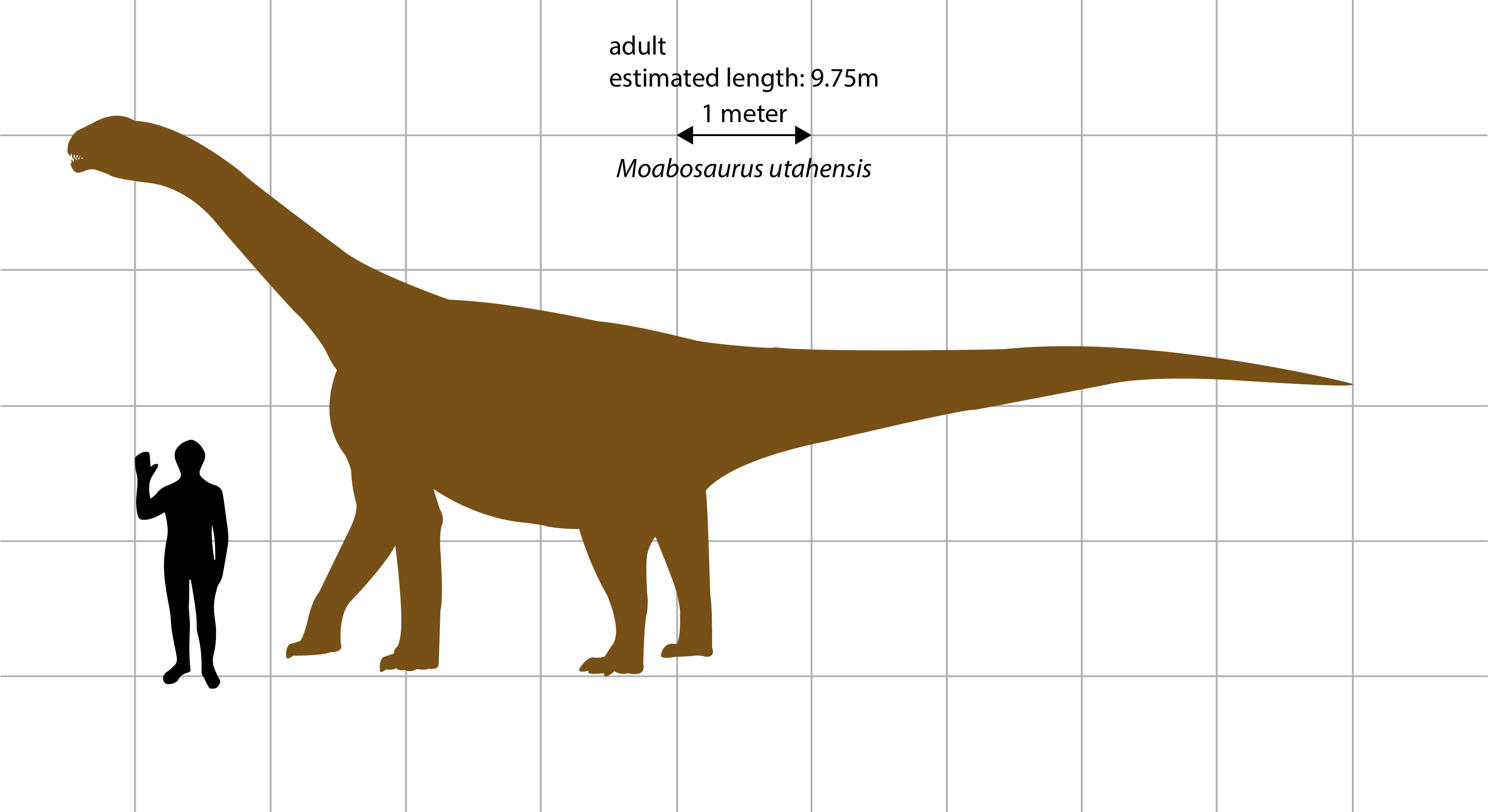
Moabosaurus comparado con un humano

Moabosaurus se caracteriza por un conjunto de rasgos que incluyen: espinas neurales bajas que son delgadas, crestas transversales en las vértebras caudales posteriores y las dorsales anteriores; vértebras caudales proximales y distales notoriamente procélicas; y un cúbito con crestas anteroproximales lateral y medial bien desarrolladas combinadas con un proceso grande del olecranón.

## Descubrimiento e investigación

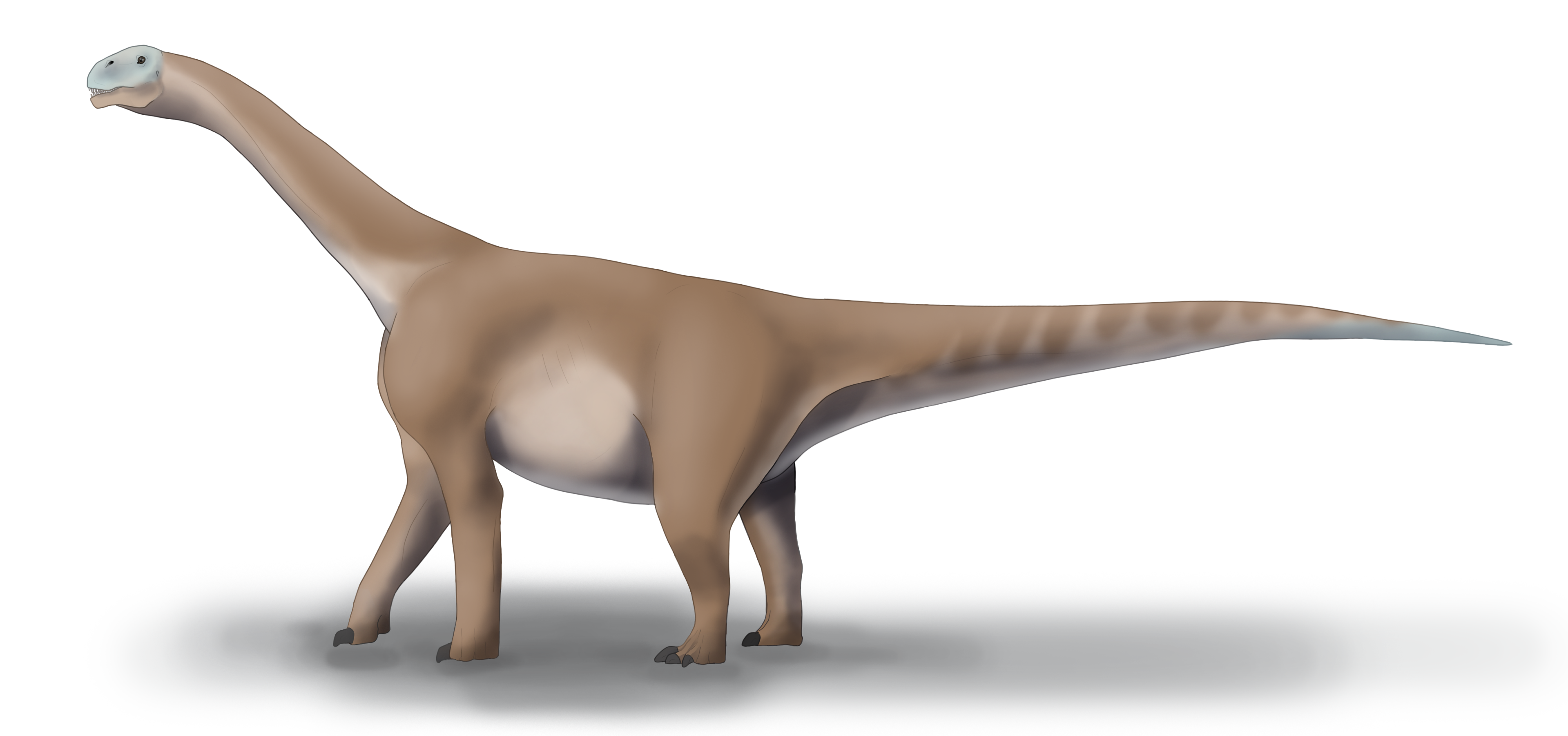
Moabosaurus utahensis

Moabosaurus fue recolectado en la Cantera Dalton Wells, la cual se sitúa a cerca de 20 km al noroeste de Moab,  Utah, Estados Unidos. La cantera proporcionó partes de al menos 18 individuos de Moabosaurus basándose en el número de neurocráneos presentes, totalizando más de 5,500 huesos. Muchos de los huesos recuperados son fragmentarios debido al intenso pisoteo como es evidenciado por las roturas y marcas de pisotones. Otro factor que degradó los huesos antes de su entierro fue su consumo por parte de insectos. Los insectos, probablemente larvas de escarabajos, consumieron partes de los huesos que estaban en contacto con el suelo, como se aprecia en las marcas de mandíbulas y de madrigueras. Más tarde, los huesos fueron transportados a una corta distancia por una corriente y sepultados en sedimentos reelaborados de la subyacente Formación de Morrison. Los cristales de circón de detrito de la Cantera Dalton Wells tiene una edad de 125 millones de años, lo que indica que Moabosaurus es de la época del Aptiense.

## Clasificación
Los análisis filogenéticos indican que Moabosaurus es un saurópodo macronariano titanosauriforme basal. A diferencia de otros saurópodos titanosauriformes tiene vértebras con paredes gruesas con grandes cámaras neumáticas (cameradas) como los macronarianos basales y grandes dientes espatulados como en Camarasaurus. Parece haber estado cercanamente relacionado con Turiasaurus, con el cual comparte rasgos derivados del neurocráneo; costillas cervicales (del cuello) bifurcadas; espinas neurales extremadamente bajas en las vértebras cervicales y dorsales anteriores; y las vértebras caudales proximales procélicas.

## Paleoecología
La Cantera Dalton Wells también ha proporcionado especímenes de Venenosaurus, un dinosaurio braquiosáurido) los dinosaurios terópodos Utahraptor y Nedcolbertia, un iguanodontiano de espinas altas, y el tireóforo Gastonia. Los taxones no dinosaurios son raros en la cantera y se limitan a fragmentos de un pterosaurio, crocodilianos, tortugas, y un neocoristodero.

## Galería

Diente de Moabosaurus en vista lingual.
Vértebras dorsales de Moabosaurus en vista anterior.